# Jan Nepomnjašči
Jan Aleksandrovič Nepomnjašči (rusko Ян Алекса́ндрович Непо́мнящий, latinizirano: Jan Aleksandrovič Nepomnjašči), ruski šahovski velemojster in komentator, * 14. julij 1990, Brjansk, Rusija.
Decembra 2019 se je Nepomnjašči uvrstil na turnir kandidatov 2020–21, tako da je končal na drugem mestu na FIDE Grand Prix 2019. Zmagal je na turnirju kandidatov FIDE 2021 in je igral z Magnusom Carlsenom na svetovnem šahovskem prvenstvu 2021.

## Dvoboj za svetovnega prvaka 2023
Aprila 2023 ga je v dvoboju za svetovnega prvaka premagal Ding Liren.
|                        | Rating | Klasični šah | Klasični šah | Klasični šah | Klasični šah | Klasični šah | Klasični šah | Klasični šah | Klasični šah | Klasični šah | Klasični šah | Klasični šah | Klasični šah | Klasični šah | Klasični šah | Točke | Pospešeni šah | Pospešeni šah | Pospešeni šah | Pospešeni šah | Točke |
| 1                      | Rating | 2            | 3            | 4            | 5            | 6            | 7            | 8            | 9            | 10           | 11           | 12           | 13           | 14           | 15           | Točke | 16            | 17            | 18            |               | Točke |
| ---------------------- | ------ | ------------ | ------------ | ------------ | ------------ | ------------ | ------------ | ------------ | ------------ | ------------ | ------------ | ------------ | ------------ | ------------ | ------------ | ----- | ------------- | ------------- | ------------- | ------------- | ----- |
| Jan Nepomnjašči (FIDE) | 2795   | ½            | 1            | ½            | 0            | 1            | 0            | 1            | ½            | ½            | ½            | ½            | 0            | ½            | ½            | 7     | ½             | ½             | ½             | 0             | 8½    |
| Ding Liren (CHN)       | 2788   | ½            | 0            | ½            | 1            | 0            | 1            | 0            | ½            | ½            | ½            | ½            | 1            | ½            | ½            | 7     | ½             | ½             | ½             | 1             | 9½    |